# Gorge (hija de Eneo)
En la mitología griega, Gorge o Gorga (en griego antiguo, Γόργη) fue una princesa calidonia hija del rey Eneo y Altea. Era hermana de Deyanira, Meleagro, Toxeo, Clímeno, Perifas, Agelao y Tireo.
Artemisa transformó a sus hermanas en pájaros debido a sus constantes llantos por la muerte de su hermano Meleagro, a excepción de Gorge y Deyanira. Apolodoro recoge un fragmento de Pisandro que la menciona como madre de Tideo. Gorge se casó con Andremón y tuvieron un hijo llamado Toante, que lideró un contingente en la Guerra contra Troya.